# 德國足球協會
德國足球協會（德語：Deutscher Fußball-Bund，縮寫：DFB），乃德國足球界的官方機構，掌管德國所有足球事宜，包括德國足球聯賽系統、德國國家足球隊等，總部設於法蘭克福，屬歐洲足協和國際足協會員。德國足球協會旗下有5個分區協會（管轄合共21個地區協會）和負責組織最高兩級職業聯賽的德國足球聯賽。

## 历届主席

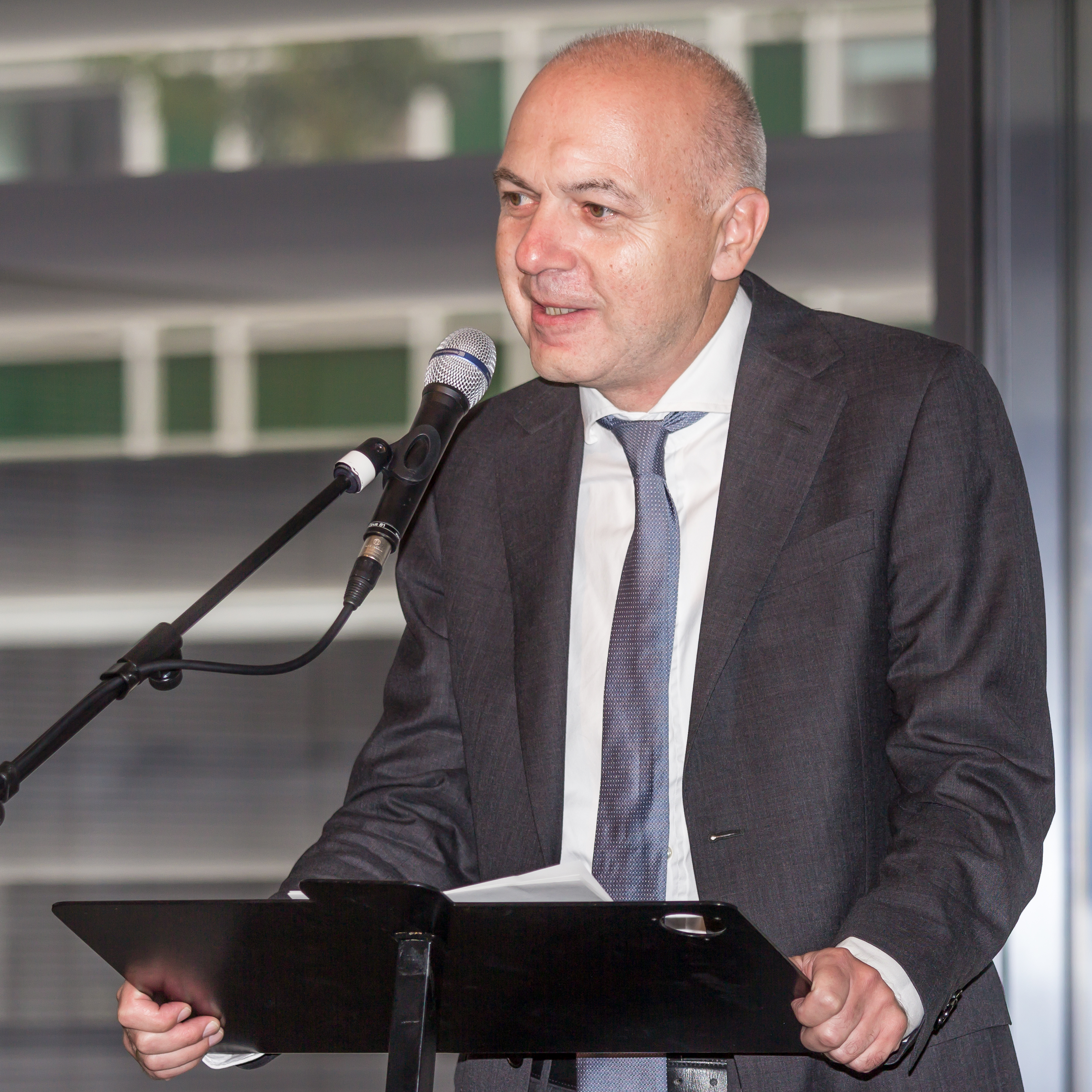
贝恩德·诺伊恩多夫

- 费迪南德·许佩（英语：Ferdinand Hueppe） (1900–1904)
- 弗里德里希·威廉·诺厄（英语：Friedrich Wilhelm Nohe） (1904–1905)
- 戈特弗里德·欣策（英语：Gottfried Hinze） (1905–1925)
- 费利克斯·林內曼 (1925–1945)
- 佩科·鲍文斯（英语：Peco Bauwens） (1949–1962)
- 赫尔曼·格斯曼（英语：Hermann Gösmann） (1962–1975)
- 赫尔曼·诺伊贝格尔 (1975–1992)
- 埃吉迪烏斯·布勞恩（英语：Egidius Braun） (1992–2001)
- 格哈德·迈尔-福费尔德（英语：Gerhard Mayer-Vorfelder） (2001–2004)
- 格哈德·迈尔-福费尔德（英语：Gerhard Mayer-Vorfelder） 和 特奥·茨万齐格（英语：Theo Zwanziger） (2004–2006)
- 特奥·茨万齐格（英语：Theo Zwanziger） (2006–2012)
- 沃爾夫岡·尼爾斯巴赫（英语：Wolfgang Niersbach） (2012–2015)
- 赖纳·科赫（英语：Rainer Koch）（代理） 和 赖因哈德·劳巴尔（英语：Reinhard Rauball）（代理） (2015–2016)
- 賴因哈德·格林德爾（英语：Reinhard Grindel） (2016–2019)
- 赖纳·科赫（英语：Rainer Koch）（代理） 和 赖因哈德·劳巴尔（英语：Reinhard Rauball）（代理） (2019)
- 弗里茨·凯勒（英语：Fritz Keller (football administrator)） (2019–2021)
- 赖纳·科赫（英语：Rainer Koch）（代理） 和 彼得·彼得斯（英语：Peter Peters (football administrator)）（代理） (2021–2022)
- 贝恩德·诺伊恩多夫（英语：Bernd Neuendorf） (2022–)

## 外部連結
- （德文） 官方網站 （页面存档备份，存于）